# Europejska Koalicja Miast przeciwko Rasizmowi
Europejska Koalicja Miast przeciwko Rasizmowi (ECCAR ang. European Coalition of Cities against Racism) – to sojusz europejskich miast na rzecz walki z rasizmem utworzony 10 grudnia 2004 r. w Norymberdze. Koalicja liczy obecnie 140 miast członkowskich. Prezydentem jest Benedetto Zacchiroli, burmistrz Bolonii.
Cele Europejskiej Koalicji Miast przeciwko Rasizmowi:
- zwalczanie wszelkich przejawów i form rasizmu oraz dyskryminacji na poziomie miast, a tym samym przyczynianie się do ochrony i propagowania praw człowieka, poszanowania różnorodności w Europie, tolerancji we wszystkich dziedzinach kultury i wzajemnego zrozumienia między narodami;
- wspieranie miast - członków ECCAR w realizacji ich działań poprzez 10. punktowy Plan Działania[3]. Formalnie, pomoc w ustanawianiu priorytetów oraz wielostronną współpracę,
- reprezentowanie i promowanie wspólnych interesów miast członkowskich wobec Unii Europejskiej, Rady Europy i rządów państw europejskich.[4]